# Quận Van Buren, Arkansas
Quận Van Buren là một quận thuộc tiểu bang Arkansas, Hoa Kỳ.
Quận này được đặt tên theo Martin Van Buren, tổng thống Hoa Kỳ. Theo điều tra dân số của Cục điều tra dân số Hoa Kỳ năm 2000, quận có dân số 16.192 người. Quận lỵ đóng ở Clinton.6 Đây là quận cấm rượu hay quận khô. Quận được lập ngày 11/11/1833.

## Địa lý
Theo Cục điều tra dân số Hoa Kỳ, quận có diện tích 1876 km2, trong đó có 33 km2 là diện tích mặt nước.

## Thông tin nhân khẩu

Tháp tuổi dân cư theo điều tra năm 2000

### Các xa lộ chính
- U.S. Highway 65
- Arkansas Highway 9
- Arkansas Highway 16
- Arkansas Highway 27
- Arkansas Highway 92
- Arkansas Highway 95
- Arkansas Highway 110
- Arkansas Highway 124
- Arkansas Highway 254
- Arkansas Highway 285
- Arkansas Highway 330
- Arkansas Highway 336
- Arkansas Highway 337
- Arkansas Highway 356

### Quận giáp ranh
- Quận Searcy (bắc)
- Quận Stone (đông bắc)
- Quận Cleburne (đông)
- Quận Faulkner (đông nam)
- Quận Conway (tây nam)
- Quận Pope (tây)